# 二老闆

黑手黨犯罪家族組織圖

二老闆（英語：Underboss），又譯小老闆、二當家，是犯罪組織中的一個職位，常見於西西里黑手黨與美國黑手黨犯罪家族中。二老闆是在犯罪組織中的第二號人物，僅次於犯罪頭目（Crime Boss），直接掌管所有的隊長（Caporegime）與士兵（Soldato）。他與犯罪頭目通常是同一個家庭的成員，姻親或血親。最早引入這個職位的是吉諾維斯犯罪家族，在1960年代中期後流行。底特律犯罪家族與芝加哥犯罪集團也都設置了這個職位。
二老闆通常是家族中最有權勢的人物，傳統上，由他負責處理黑幫所有日常事務。在家族內部出現爭議時，由他先進行仲裁。視事情的嚴重程度，他可能需要把問題交給老闆，或是向老闆咨詢意見。家族隊長（Caporegime）在進行非法生意時，通常需要將一定比例的收益。上交給二老闆。二老闆從中收走一定比例的金錢之後，剩下的全歸老闆所有。在犯罪家族中，老闆仍然擁有最終的仲裁權力，也收走最大份的收入。
在某些犯罪家族中，二老闆是終身職，在犯罪家族老闆上位之後任命，在老闆退位之後，很可能由他接任下一任老闆。如果家族老闆被暴力推翻，二老闆通常也會連帶被槍殺。